# Alina Dauranova
Alina Dauranova (2 februari 2004) is een Kazachse langebaanschaatsster.

## Records

### Persoonlijke records
| Afstand    | Tijd    | Datum            | Baan    |
| ---------- | ------- | ---------------- | ------- |
| 500 meter  | 38,00   | 16 december 2022 | Calgary |
| 1000 meter | 1.15,24 | 17 februari 2024 | Calgary |
| 1500 meter | 1.59,04 | 17 december 2022 | Calgary |
| 3000 meter | 4.18,63 | 4 december 2021  | Inzell  |

(laatst bijgewerkt: 15 maart 2023)

## Resultaten
| Jaar | WK Sprint                | WK Afstanden                               | Wereldbeker                  | WK Junioren                                                       |
| ---- | ------------------------ | ------------------------------------------ | ---------------------------- | ----------------------------------------------------------------- |
| 2020 |                          |                                            |                              | 13e allround 23e 500m 32e 1000m 33e 1500m 23e 3000m               |
|      |                          |                                            |                              |                                                                   |
| 2022 |                          |                                            |                              | DQ allround · 7e 500m · 1000m · 10e 1500m · DQ 3000m · teamsprint |
| 2023 |                          | 15e 500m 16e 1000m 21e 1500m 4e teamsprint | 24e 500m 36e 1000m 50e 1500m | 500m · 1000m · DQ 1500m · 4e achtervolging · teamsprint           |
| 2024 | 15e (18e, 14e, 16e, 18e) | 13e 1000m 5e teamsprint                    | 29e 500m 16e 1000m 38e 1500m |                                                                   |